# Närings-, trafik- och miljöcentral

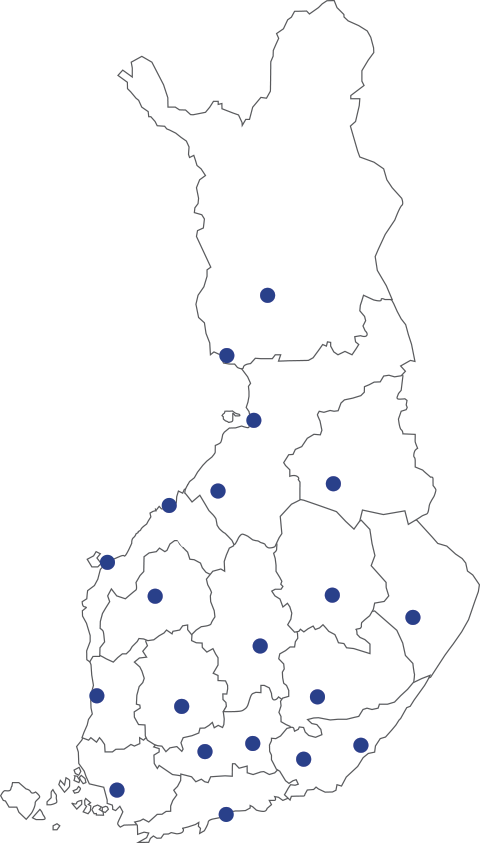
Närings-, trafik- och miljöcentraler i Finland och deras verksamhetsorter.

En närings-, trafik- och miljöcentral (förkortning: NTM-central, finska: elinkeino-, liikenne- ja ympäristökeskus, ELY-keskus) är ett statligt regionalt ämbetsverk i Finland med ansvar för verkställighets- och utvecklingsfrågor. Närings-, trafik- och miljöcentralerna inrättades 2010. Tillsammans med regionförvaltningsverken har NTM-centralerna övertagit uppgifterna från länsstyrelserna, som upplöstes vid utgången av 2009. Närings-, trafik- och miljöcentralerna övertog dessutom uppgifter från de tidigare arbets- och näringscentralerna, regionala miljöcentralerna, vägdistrikten och Sjöfartsverket.
Närings-, trafik- och miljöcentralernas uppgifter: 
- Finansierings- och utvecklingstjänster för företag, stöd i sysselsättningsfrämjande syfte och arbetskraftsutbildning, jordbruks- och fiskeriärenden, invandrarärenden och EU:s strukturfondsprojekt
- Produktsledstjänsten: utveckling och främjande av uppfinningar
- Yrkesutbildning, kompetens, kultur och kreativ ekonomi
- Underhåll av landsvägar, vägprojekt, trafiktillståndsärenden, trafiksäkerhet, kollektivtrafik och skärgårdstrafik
- Miljövård, styrning av områdesanvändning och byggande, naturvård, uppföljning av miljöns tillstånd, utnyttjande och skötsel av vattenresurserna
- Verkställighet av civiltjänst i enlighet med arbets- och näringsministeriets direktiv och civiltjänstlagen

## Regional indelning
Det finns 15 regionala närings-, trafik- och miljöcentraler i Finland.
Närings-, trafik- och miljöcentralernas tre ansvarsområden är:
- näringar, arbetskraft, kompetens och kultur,
- trafik och infrastruktur och
- miljö och naturresurser.

- Centraler med tre ansvarsområden: Birkaland, Egentliga Finland, Lappland, Mellersta Finland, Norra Savolax, Norra Österbotten, Nyland, Södra Österbotten och Sydöstra Finland (Kymmenedalen och Södra Karelen).
- Centraler med två ansvarsområden (ansvarsområdet näringar, arbetskraft, kompetens och kultur samt ansvarsområdet miljö och naturresurser): Kajanaland, Norra Karelen, Södra Savolax och Tavastland (Egentliga Tavastland och Päijänne-Tavastland).
- Centraler med ett ansvarsområde (ansvarsområdet  näringar, arbetskraft, kompetens och kultur): Satakunta och Österbotten (Mellersta Österbotten och Österbotten).

## Förkortningen
NTM-centralerna använde den på finska baserade förkortningen ”ELY-central” på webbsidor och i tryck, med motiveringen att de ville etablera ELY som varumärke. Den finns inte i svenskspråkig lagtext och Statsrådets svenska språknämnd rekommenderade att namnet skall skrivas ut på svenska, eller förkortas NTM-central. Översättarna på ministerierna och NTM-centralerna hade därmed klart motstridiga anvisningar.
Riksdagens justitieombudsman Petri Jääskeläinen ansåg att användningen av förkortningen ELY-central ”inte är förenligt med kraven på jämlikt bemötande av landets finsk- och svenskspråkiga befolkning, tillgodoseendet av deras språkliga rättigheter, sådant gott och begripligt språkbruk som hör till god förvaltning, jämlik behandling av det finska och svenska språket, förvaltandet av landets språkkulturarv eller främjandet av användningen av båda nationalspråken och inte heller med kravet på att myndigheterna självmant ska främja de grundläggande fri- och rättigheterna” och att det är otillbörligt att på svenska använda en förkortning som består av blandspråk.